# Annapolis (film)
Annapolis è un film del 2006 diretto da Justin Lin e con protagonisti James Franco, Tyrese Gibson, Jordana Brewster, Donnie Wahlberg, Roger Fan e Chi McBride.

## Trama
Dopo aver insistito numerose volte, Jake Huard realizza il proprio sogno di  essere ammesso nella prestigiosa Accademia navale di Annapolis. Tuttavia l'ambiente militare è ben diverso da come Jake se lo aspettava, tutto basato su rigide regole da rispettare e pregiudizi radicati. Particolarmente aspro è poi il rapporto con Cole, suo superiore. Tuttavia Jake non demorde e va avanti per la sua strada per poter diventare un ufficiale.

## Edizione italiana
La direzione del doppiaggio e i dialoghi italiani sono stati curati da Alessandro Rossi per conto della SEFIT-CDC.